# Nier Reincarnation
Nier Reincarnation (	ニーア リィンカーネーション?, Nīa Ryinkānēshon), reso graficamente: Nier Re[in]carnation, è stato un videogioco di ruolo alla giapponese sviluppato da Applibot e pubblicato da Square Enix nel 2021 per dispositivi Android e iOS. È ambientato nell'universo narrativo di Nier, a sua volta spin-off della serie di Drakengard.
Il gioco è uscito in Giappone il 18 febbraio 2021, mentre nel resto del mondo è arrivato il 28 luglio dello stesso anno.
Il 29 aprile 2024 i server di gioco sono stati chiusi.

## Modalità di gioco
Nier Reincarnation è un videogioco di ruolo ambientato in un territorio chiamato The Cage (La Gabbia). Il giocatore ha il compito di esplorare vare zone della mappa di gioco in compagnia di un fantasma chiamato Mama, mentre interagiscono con statue chiamate Scarecrows (Spaventapasseri) lungo il loro cammino. Le statue permetteranno al giocatore di esplorare dei ricordi, catapultandolo in zone 2D a scorrimento laterale. All'interno dei ricordi, chiamati Weapon Stories (Storie delle Armi) il giocatore si cimenterà in delle battaglie a turni in tempo reale, alla fine delle quali sarà in grado di ottenere una determinata arma e proseguire nell'avventura, al contempo scoprendo di più sul passato di alcuni personaggi del gioco.

## Accoglienza
Il gioco è stato apprezzato dalla critica grazie alla sua atmosfera, trama e colonna sonora, giudicate al pari degli altri giochi della serie. Meno apprezzato è stato invece il gameplay, definito troppo limitato.